# Roger Milliot
Roger Milliot, nascido em 26 de junho de 1943 em Ruminghem e falecido em 28 de fevereiro de 2010 em Marœuil. a bicicleta e num acidente da estrada,  é um corredor ciclista francês.

## Palmarés
- 1962
  - 3.º do Grande Prêmio da França (contrarrelógio)
- 1964
  - 2.º da Tour d'Eure-et-Loir
- 1965
  -     - 3. ª etapa do Grande Prêmio de Midi Livre[4]
- 1966
  -     - 4. ª etapa do Grande Prêmio de Midi Livre[4]

  - Classificação geral da Tour du Nord
  - 9.º de Paris-Nice
- 1976
  - 3.º do Grande Prêmio dos Flandres Francesas
- 1980
  - Circuito do Porto de Dunkerque

## Resultados nas grandes voltas

### Tour de France
2 participações
- 1966 : abandono[1]
- 1967 : 66.º[1]